# Lain (Yonne)
Lain ist eine französische Gemeinde mit 178 Einwohnern (Stand: 1. Januar 2022) im Département Yonne in der Region Bourgogne-Franche-Comté (bis 2015: Burgund). Die Gemeinde gehört zum Arrondissement Auxerre und zum Kanton Vincelles (bis 2015 Kanton Courson-les-Carrières).

## Geografie
Lain liegt im Süden der Landschaft Puisaye, etwa 27 Kilometer südwestlich von Auxerre. Umgeben wird Lain von den Nachbargemeinden Fontenoy im Norden und Nordwesten, Levis im Norden, Sementron im Norden und Osten, Sougères-en-Puisaye im Süden, Thury im Süden und Südwesten sowie Saints-en-Puisaye im Westen.

## Bevölkerungsentwicklung
| Jahr                      | 1962 | 1968 | 1975 | 1982 | 1990 | 1999 | 2006 | 2013 |
| Einwohner                 | 287  | 278  | 246  | 204  | 165  | 154  | 159  | 172  |
| Quelle: Cassini und INSEE |      |      |      |      |      |      |      |      |

## Sehenswürdigkeiten

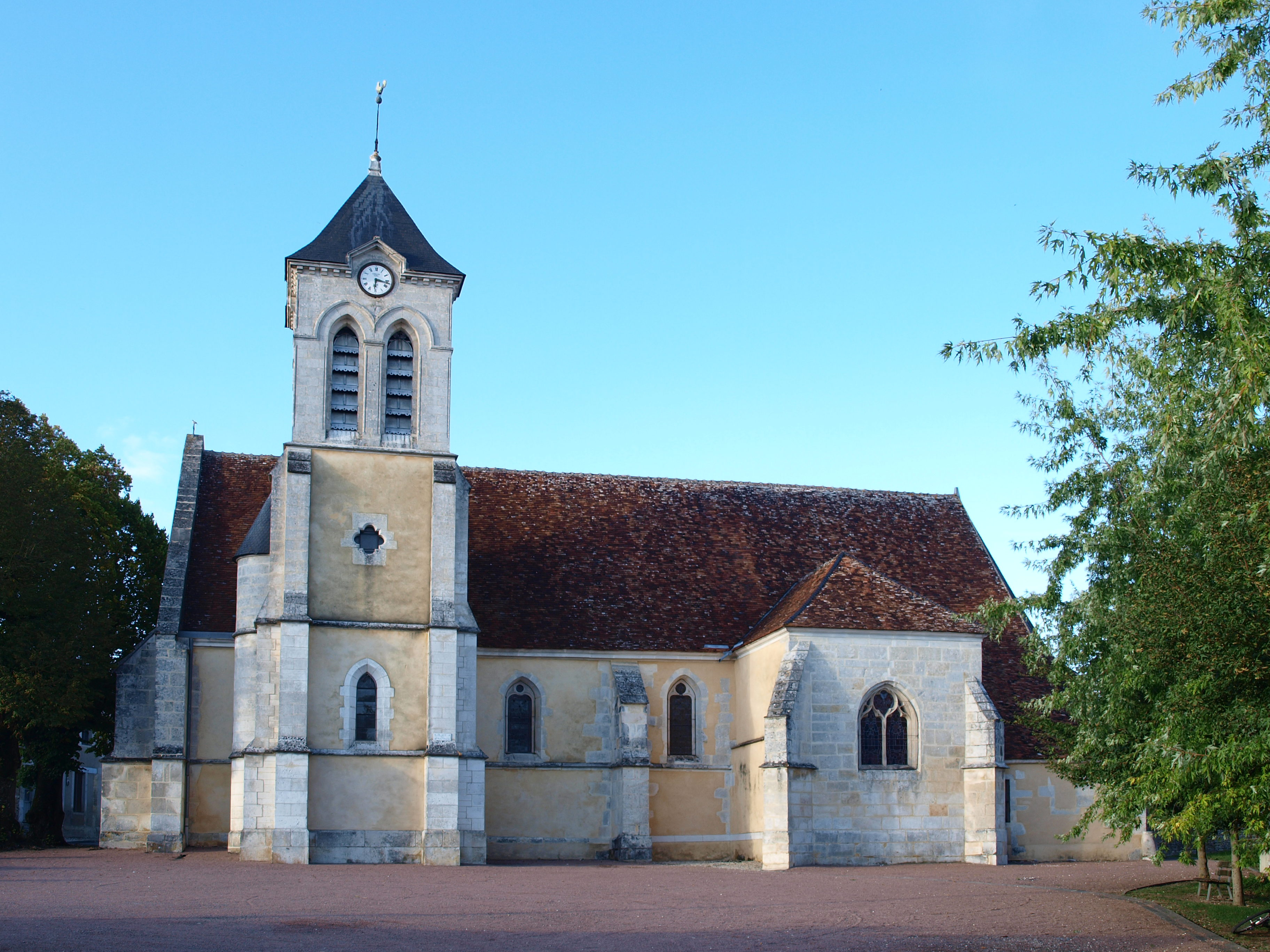
Kirche Notre-Dame-de-la-Nativité

- Kirche Notre-Dame-de-la-Nativité